# Новоюмраново
Новоюмраново (баш. Яңы Йомран) — деревня в Чекмагушевском районе Республики Башкортостан Российской Федерации. Входит в состав Башировского сельсовета. 

## География

### Географическое положение
Расстояние до:
- районного центра (Чекмагуш): 26 км,
- центра сельсовета (Старобаширово): 3 км,
- ближайшей ж/д станции (Уфа): 84 км.

## Население
| 2002 | 2009 | 2010 |
| ---- | ---- | ---- |
| 79   | ↘62  | ↘55  |

Национальный состав
Согласно переписи 2002 года, преобладающие национальности —  башкиры (57 %), татары (43 %).